# Zeitschrift für christliche Kunst

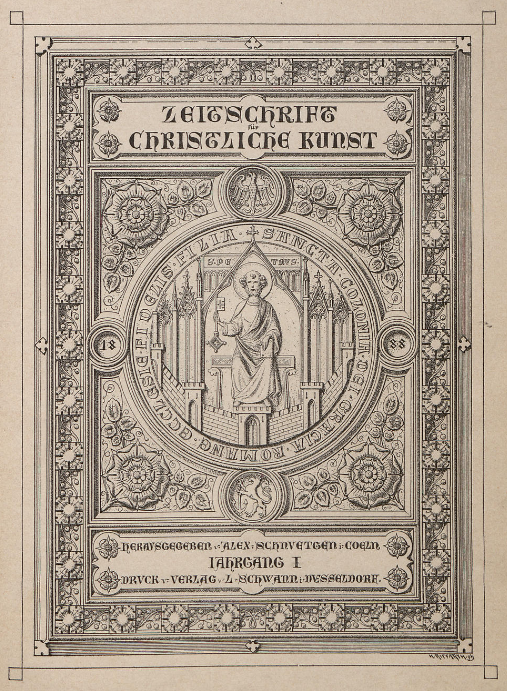
Titelblatt des ersten Hefts (1888)

Die Zeitschrift für christliche Kunst war eine Monatszeitschrift auf dem Gebiet der christlichen Kunst, die von 1888 bis 1921 im Verlag Schwann in Düsseldorf erschien.
Auf Anregung der Generalversammlung der Katholiken Deutschlands bildete sich 1887 eine „Vereinigung der Förderung der Zeitschrift für christliche Kunst“ mit einem Vorstand von 20 bzw. 24 Mitgliedern und einem Ausschuss von 9 Mitgliedern. An der Spitze des Unternehmens stand der Kölner Domkapitular Alexander Schnütgen. Eine führende Rolle bei der Gründung der Zeitschrift hatte außerdem der Zentrumspolitiker Clemens Heereman von Zuydwyck. Nachdem die Generalversammlung der „Vereinigung zur Förderung der Zeitschrift für christliche Kunst“ im November 1887 die Herausgabe der Zeitschrift beschossen hatte, kam mit Beginn des Folgejahres das erste Heft heraus.
Schnütgen, der als deren erster Herausgeber bestimmt und als solcher fast ununterbrochen bis 1918 tätig war, bezog sich „Zur Eröffnung der Zeitschrift“ auf die „romantischen Bestrebungen“, die zur Vollendung des Kölner Domes geführt hatten, dann auf das Organ für christliche Kunst, das von 1851 bis 1864 von Friedrich Baudri herausgegeben und im Zuge des Kulturkampfs 1873 eingestellt worden war, ferner auf das vom Zisterzienser-Pater Ulrich Greiner herausgegebene Blatt Der Kirchenschmuck, schließlich allgemein auf das „Leben auf dem profanen Kunstgebiete.“ Bei Letzterem seien „Verirrungen“ nicht ausgeblieben. Einige Künstler hätten „Pinsel, Stift oder Meißel in den Dienst der Leidenschaften und unchristlicher Anschauungen“ gestellt. Weitere „Mißstände“ seien eingetreten. In dieser Situation mache sich „das Bedürfniß nach einer größeren Zeitschrift, welche die Kunstfragen in christlichem Sinne und an der Hand ihrer ruhmreichen Vergangenheit behandelt,“ geltend.
Schnütgen fungierte als Herausgeber und Redakteur der Zeitschrift bis zu seinem Tod im Jahr 1918. In dieser Arbeit vertrat er eine historistische, antimodernistische Linie. Sein Nachfolger in dieser Funktion wurde Fritz Witte, der die Zeitschrift zeitgenössischen Kunstauffassungen öffnete und etwa auch für den Expressionismus als zeitgemäßen Kirchenstil warb.